# Geochemie
Geochemie is de natuurwetenschap die principes uit de scheikunde gebruikt om de mechanismen achter grote geologische systemen zoals de aardkorst en oceanen te verklaren. Geochemisch onderzoek heeft belangrijke inzichten geboden voor de fysieke processen die zich op aarde, en ook op andere planeten in het zonnestelsel afspelen. Voorbeelden van deze processen zijn mantelconvectie, de vorming van planeten en de oorsprong van de stollingsgesteenten graniet en basalt.

## Omschrijving
De geochemie beschrijft hoofdzakelijk de chemie achter geologische processen. Dit kan bijvoorbeeld de metamorfoseprocessen betreffen die plaatsvinden wanneer aardlagen diep in de aarde terechtkomen en daar bloot staan aan hoge temperatuur en druk. Daarbij verandert het materiaal en ontstaan bijvoorbeeld nieuwe mineralen. Deze tak van geochemie houdt zich vooral bezig met de vraag welke mineralen er onder welke omstandigheden gevormd worden. Er is veel overlap met de mineralogie, de kristallografie en de vastestofchemie.
Een ander groot onderwerp binnen de geochemie betreft de fysische eigenschappen en chemische samenstelling van gesteenten die voorkomen in alle lagen van de aarde. Hierbij ligt de nadruk op onderzoek naar metamorfe en magmatisch gesteenten, sporenelementen en (meestal radioactieve) isotopen. Men kan uitspraken doen over ouderdom en vormingsomstandigheden. De reconstructie van het geologische verleden volgens de geochemie overlapt met planetologie en astrochemie. Ook doen geochemici onderzoek naar sedimenten, wateren, bodems en de atmosfeer, waarbij de bepaling van elementen een prominente rol speelt. Aan dit einde van het geochemisch spectrum ligt de biogeochemie. Zij bestudeert de interactie van organismen op de chemie van de aarde.
Een ander tak van geochemie houdt zich bezig met transportverschijnselen, bijvoorbeeld van opgeloste ionen in rivier- of zeewater, hoe zij in kleimineralen opgeslagen worden, waar zij belanden enz. Hier is vrij veel overlap met bijvoorbeeld de milieuchemie, waar men zich met dezelfde vraag bezighoudt, maar ditmaal met door de mens in het milieu gebrachte stoffen.

## Geochemische cyclus
Chemische elementen kunnen veranderen in concentratie en zich door het systeem Aarde (de vaste Aarde, de atmosfeer, de hydrosfeer, en de biosfeer samen) bewegen in zogenaamde geochemische cycli. Verhitte en samengedrukte chemische elementen of verbindingen zoals silicium, aluminium en alkalimetalen migreren door de lithosfeer als gevolg van subductie en vulkanisme. Het in kaart brengen van deze cycli vergt nauwkeurige observatie en theoretische modellen. Geochemici berekenen de gemiddelde concentratie van chemische verbindingen, elementen of isotopen binnen een bepaald deel van het systeem Aarde: een "geochemisch reservoir". De grootte van het reservoir is afhankelijk van hetgeen dat men wil onderzoeken; de oceaan kan bijvoorbeeld een enkel reservoir zijn of in meerdere reservoirs zijn opgedeeld. In een veelgebruikt model, het "box model", wordt een reservoir beschouwd als een doos met ingangen en uitgangen.
Geochemische modellen zijn over het algemeen gebaseerd op terugkoppeling. In het eenvoudigste geval van een lineaire cyclus is de invoer of de uitvoer van een reservoir evenredig met de concentratie. Zout wordt bijvoorbeeld uit de oceaan onttrokken door de vorming van evaporieten. Bij een constante verdampingssnelheid in een evaporietbekken moet de hoeveelheid zout dat uit het bekken wordt onttrokken evenredig zijn met de concentratie ervan. Als de invoer naar een reservoir constante a is en de uitvoer kC is voor een bepaalde constante k, dan is de balansvergelijking voor een gegeven waarde C:
{\displaystyle {\frac {dC}{dt}}=a-kC.}
Dit houdt in dat elke verandering in massa moet worden gecompenseerd door veranderingen in de invoer of uitvoer.